# Talatosucs
Els talatosucs (Thalattosuchia, gr. "cocodrils marins") són un subordre d'arcosaures crocodiliformes mesoeucrocodilians que van viure des de principis del període Juràssic fins a mitjans del Cretaci, fa aproximadament entre 190 a 112 milions d'anys enrere, durant el Sinemurià a l'Aptià. És un clade crocodilomorf marins que van aconseguir una distribució cosmopolita. Se'ls anomena col·loquialment cocodrils marins (significat literal del seu nom científic) malgrat que actualment no se'ls hi considera membres de Crocodilia.